# Chronicon Casauriense

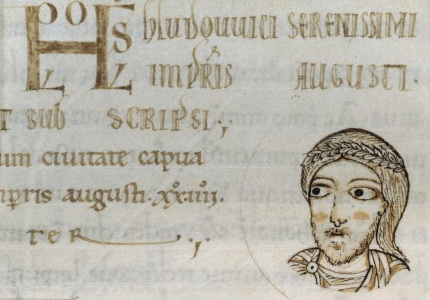
Paris. lat. 5411, fol. 85v: Kaiser Ludwig II. wird am Ende des Eintrags seiner Urkunde für das Kloster dargestellt

Das Chronicon Casauriense ist eine Chartularchronik, die gegen Ende des 12. Jahrhunderts im Kloster San Clemente a Casauria von dem Mönch Johannes Berardi im Auftrag des Abtes Leonas angelegt worden ist. Sie behandelt die Geschichte des Klosters von der Gründung im 9. Jahrhundert bis zum Jahr 1182, dem Todesjahr des Auftraggebers. Betont wird die Bedeutung des Klosters als kaiserliche Stiftung, die Ausbreitung der normannischen Herrschaft in den Abruzzen betrachtet der Chronist mit Skepsis. Als Schreiber der Handschrift nennt sich ein magister Rusticus.
Der eigentliche Chroniktext am Innenrand der Blätter wird von den Abschriften der Urkundentexte auf  dem Rest des Blattes begleitet. Für die urkundliche Überlieferung der Abtei ist die Chronik heute die Hauptquelle, da sich nur wenige Urkunden im Original im Fondo Chigi (Chis. E.VI. 182–188) der Biblioteca Apostolica Vaticana erhalten haben. Zur Kontrolle der Arbeitsweise des Chronisten stehen noch die Privilegien zweier Päpste, Leos IX. von 1051 und Alexanders III. von 1166, zur Verfügung. Mit Clemens III. von 1189 und Cölestin III. von 1191 setzt die von der Chronik unabhängige Überlieferung ein. Für das Diplom Ludwigs II. von 875 hat sich nur eine notarielle Abschrift von 1380 erhalten, in der die äußeren Merkmale nachgezeichnet sind. Die Echtheit der Urkunden des Kaisers ist allerdings strittig.
Das Manuskript befindet sich heute in der Bibliothèque nationale de France in Paris (Paris. lat. 5411), da es bei dem neapolitanischen Feldzug Karls VIII. von Frankreich als Beute verschleppt wurde.

## Editionen
- Liber instrumentorum seu chronicorum monasterii Casauriensis. Codicem Parisinum Latinum 5411 quam simillime expressum edidimus  L’Aquila 1982 (Amministrazione provinciale dell'Aquila. Comitato per il V° centenario della introduzione della stampa in Abruzzo) mit Einleitung von Alessandro Pratesi
- Alessandro Pratesi, Paolo Cherubini (Hrsg.): Johannis Berardi. Liber instrumentorum seu Chronicorum monasterii Casauriensis seu Chronicon Casauriense (=Fonti per la storia d'Italia Medievale / Rerum Italicarum Scriptores III serie, Bd. 14* – 14****)
  - 14* (Vorbemerkung von Massimo Miglio; Liste der Subskribenten; Einführung; Elenco cronologico dei documenti; Tavola di raffronto: Documenti sovrani: imperiali, regi e pontifici; weitere Verzeichnisse; Buch I bis IV der Chronik) Rom 2017, ISBN 978-88-98079-69-8
  - 14** (Prologo ai documenti. Instrumentarium . Prima Parte) Rom 2018, ISBN 978-88-98079-77-3
  - 14*** (Instrumentarium. Seconda Parte (da Romano abate a Stefano abate)) Rom 2018, ISBN 978-88-98079-82-7
  - 14**** (Instrumentarium. Seconda Parte (da s. Guido abate a Leonate abate), Indice dei nomi, Errata corrige e integrazioni)  Rom 2019.  ISBN 978-88-98079-88-9